# گری فیشر
گری فیشر (انگلیسی: Gerry Fisher؛ ۲۳ ژوئن ۱۹۲۶ – ۲ دسامبر ۲۰۱۴) یک فیلم‌بردار اهل بریتانیا بود.

## فیلم‌شناسی
- Highlander
- Sebastian
- حادثه
- Man in the Wilderness
- Aces High
- Running on Empty
- فرار به سوی پیروزی
- ماچو کالاهان
- Yellowbeard
- Wolfen
- The Adventure of Sherlock Holmes' Smarter Brother
- When Saturday Comes
- Lovesick
- Wise Blood
- Butley
- جاسوس‌ها
- The Island of Dr. Moreau
- Don Giovanni
- The Go-Between
- فاصله (فیلم ۱۹۶۸)
- Fedora
- هجوم (فیلم)
- قرارداد هولوکرافت (فیلم)
- شلیک مرگبار
- زن انگلیسی رمانتیک
- Diggstown
- The Deep Blue Sea (as assistant camera)
- Ned Kelly
- The Ninth Configuration
- جن‌گیر ۳
- آقای کلاین
- مرغ دریایی (فیلم)